# Обелиск из Ксантоса
Обелиск из Ксантоса, такође познат Ксантос Стела, је камени обелиск са тројезичним натписом, пронађен на Акрополи древног града Ксантос, престоници древне Ликије (данас Турска). Први језик је старогрчки, други је ликијски језик, док је трећи милијски језик (ликијски Б или ликијски 2 језик).